# بحيرة محطة تاران
بحيرة محطة تاران هي بركة صغيرة للمياه العذبة بالقرب من الطرف الغربي من شبه جزيرة بريدنيس، فيستفولد هيلز، مباشرة شمال خليج هايدمان في برينز إليزابيث لاند في أنتاركتيكا.